# Catherine Wedd
Catherine Jane Wedd (de soltera Loft; nacida en 1979 o 1980) es una política neozelandesa, miembro del Parlamento por el Partido Nacional. Fue reportera de la BBC y TVNZ antes de trabajar como comercializadora en la industria hortícola.

## Primeros años de vida
Wedd se especializó en inglés y ciencias políticas en la universidad y luego obtuvo un diploma de posgrado en periodismo. En 1997, Wedd representó a la diputada de ACT Patricia Schnauer en el Parlamento Juvenil de Nueva Zelanda. Fue periodista de la BBC y TVNZ y luego trabajó como ejecutiva de mercadotecnia para la industria hortícola.

## Carrera política
El 21 de enero de 2023, Wedd fue anunciada como candidata del Partido Nacional por Tukituki en las elecciones generales de Nueva Zelanda de 2023. Derrotó a la titular Anna Lorck, con quien trabajó anteriormente en Attn Marketing PR, con un margen la noche de las elecciones de más de 9000 votos. Lorck y Wedd eran codirectoras de esa empresa.
Durante su campaña, Wedd criticó la respuesta del gobierno al ciclón Gabrielle, diciendo que la incertidumbre percibida sobre los pagos de ayuda afectó negativamente a los productores; en otros lugares apoyó la desregulación de la industria hortícola. Wedd ha expresado su apoyo a la represión policial contra miembros de pandillas en la región de Hawke's Bay y ha criticado el sistema educativo.

## Vida personal
El abuelo de Wedd fue el diputado del Partido Nacional Bill Tolhurst, quien representó a Whanganui de 1969 a 1972. Una de sus abuelas también se presentó a la selección. Wedd y su esposo Henry tienen cuatro hijos.